# 弗雷德里克·米翁
弗雷德里克·米翁（法語：Frédéric Mion，法語發音：[fʁedeʁik mjɔ̃]；1969年8月30日—）出生於法國奧克西塔尼大區埃羅省的蒙彼利埃，擁有法國高級公務員的資格，2013年-2021年曾經任職於巴黎政治學院。

## 生平
教育啟蒙於亨利四世中學，1988年考上巴黎高等師範學院，畢業後再攻讀巴黎政治學院，曾經負笈美國普林斯頓大學，回國後再考取国家行政学院，於1996年完成學業離開校園。

### 職務生涯
- 1996-1999年：法國最高行政法院
- 1999-2000年：法國國民教育和青年部
- 2001-2003年：行政和公務員總局（法语：Direction générale de l'Administration et de la Fonction publique）
- 2003-2007年：安理國際律師事務所
- 2007-2013年：Canal+
- 2013-2021年：巴黎政治學院院長，因為企圖隱瞞奧利維·杜阿梅爾亂倫醜聞案[3]而受譴責，最終自行下台離開院長一職[4]。
- 2021-2022年：回法國最高行政法院任職。
- 2022年迄今：加入纪德·卢瓦雷特·努埃尔（法语：Gide Loyrette Nouel）律師事務所

## 受獎
- 2019年：凱歌獎